# 佐々木秀綱
佐々木 秀綱（ささき ひでつな）は、鎌倉時代末期から南北朝時代にかけての武将、守護大名。室町幕府侍所頭人、上総国守護。

## 生涯
足利尊氏に仕え、室町幕府の成立に大きく貢献する佐々木道誉の長男として誕生。
延元3年/暦応元年（1338年）には近江守を務めており、北畠顕家が陸奥国より足利義詮の守る鎌倉を落し京都へと攻め寄せた際には、これを迎え撃つべく高師泰、高師冬、細川頼春、父と同族の六角氏頼らと共に近江と美濃国の国境へと赴き、顕家の進軍を阻止する。興国元年/暦応3年（1340年）、家臣が光厳上皇の弟である妙法院の御所の僧兵に殴打された事を怒り、父と共に御所に火をかけ建仁寺を延焼させる。延暦寺は朝廷と幕府に2人の死罪を求めるが、幕府はこれを放置し、延暦寺がさらに強く抗議を行った結果、2人は上総山辺郡へ一時流される。その道中は道々で酒席を設け宿々で美女を弄び、流人には見えなかったと言う。
興国6年/康永4年（1345年）には検非違使を務めており、後醍醐天皇を弔う天龍寺の法要が行われた際に警備を担当している。正平3年/貞和4年（1348年）の四條畷の戦いでは、父や弟の秀宗と共に北朝軍として従軍し戦功を上げるが、その帰還中に敵の襲撃を受けて秀宗が戦死している。正平6年/観応2年（1351年）、観応の擾乱で尊氏とその弟である直義が対立し、直義追討の宣旨を得て近江に布陣した300騎に満たない尊氏の軍に、父と共に3千余騎を率いて真っ先に参じる。同年に上総守護に任命された。
正平8年/文和2年（1353年）6月13日、侍所頭人を務めており、南朝に京を追われ東近江へと逃れる後光厳天皇、足利義詮らを守っていた際に、堅田近くの真野浦にて、新田氏の残党である堀口貞祐に襲われ、戦いの末に討たれた。
秀綱の子には秀詮と氏詮がいたが、両名とも正平17年/康安2年（1362年）に南朝勢との戦いで戦死した。佐々木氏の家督は、唯一生き残っていた弟の高秀が継ぐことになる。